# 教會之母修道院

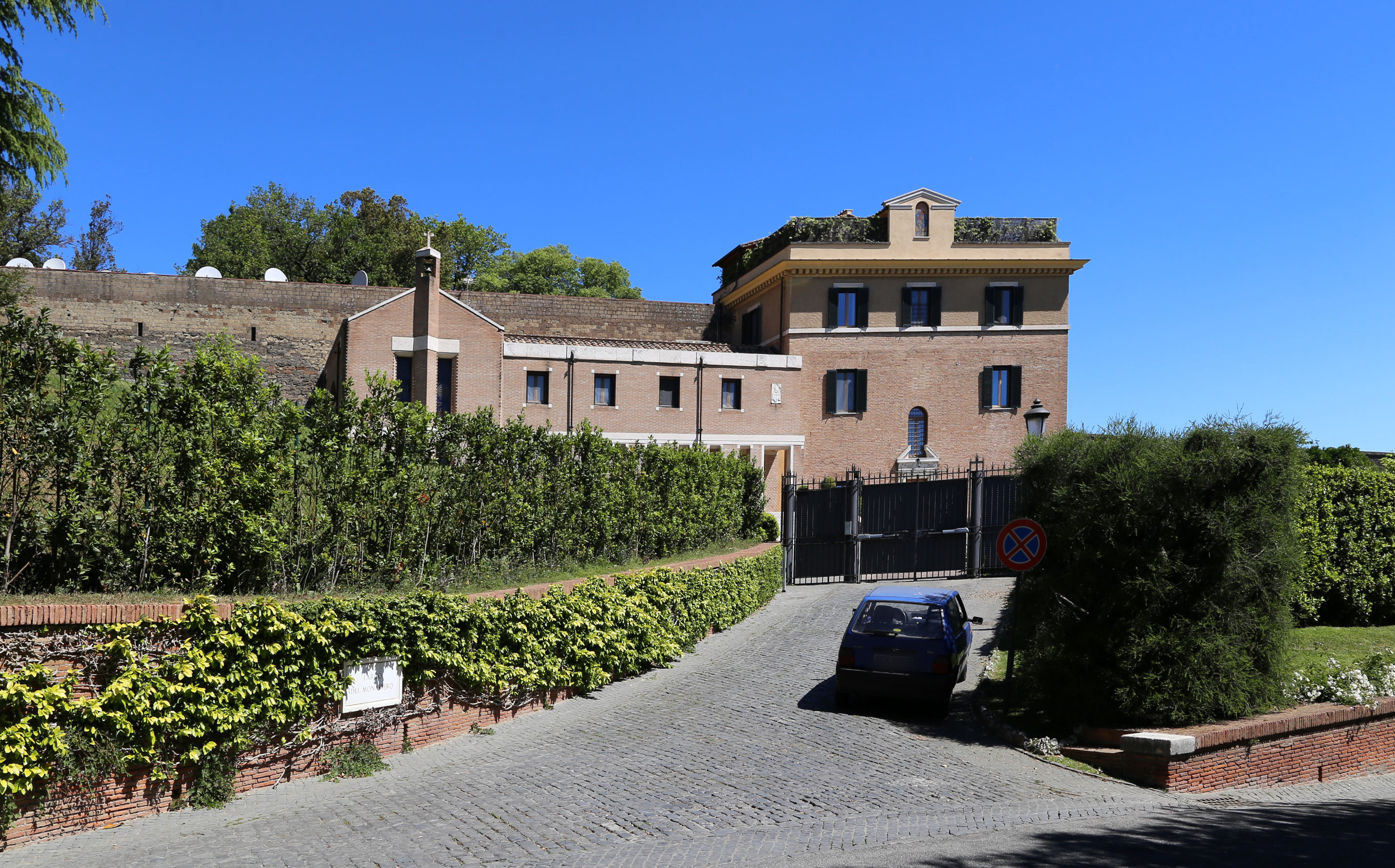
教會之母修道院

教會之母修道院（拉丁語：Mater Ecclesiae）是梵蒂岡一間天主教修道院，建於梵蒂岡山丘上的梵蒂岡花園內，名稱取自天主教對聖母瑪利亞的一個稱號。於2013年5月2日－2022年12月31日之間作為榮休教宗本篤十六世的居所。
一開始是建來當成梵蒂岡警局的行政大樓使用，並於1992年啟用，直到1994年遷走。1994年教宗若望保祿二世將該建築改建為修道院，提供給願意在梵蒂岡為了教宗與教會祈禱的修女們使用，從貧窮修女會開始，以五年一輪的方式由各女修會輪替進駐，直到2012年11月為了整修建築物，最後一批進駐修女離去為止，先後共有四個修會進駐過。
2013年本篤十六世宣布退位，使此修道院進行的整修計畫包括作為他日後的居所，本篤十六世暫居於教宗夏宮岡道爾夫堡等待整修完畢，後於2013年5月2日正式入住此居所，2022年12月31日本篤十六世在此病逝。
2023年，教宗方濟各，恢復了其作為修道院的用途,在方濟各的安排下六位來自布宜諾斯艾利斯的本篤會修女於2024年起入住該隱修院。

## 曾經進駐的女修會
- 貧窮修女會：1994年至1999年
- 赤足加爾默羅隱修會：1999年至2004年
- 本篤會：2004年至2009年
- 聖母往見會：2009年至2012年